# Frederick Cook
Frederick Albert Cook (10 de juny de 1865 - 5 d'agost de 1940) fou un explorador, metge i etnògraf estatunidenc conegut per haver afirmat haver arribat al pol Nord el 22 d'abril de 1908, un any abans que Robert E. Peary, que va afirmar haver-ho fet el 6 d'abril del 1909. L'èxit d'ambdues expedicions està avui en dia discutit. La seva expedició va descobrir entre d'altres Meighen Island, l'únic descobriment d'una illa a l'Àrtida nord-americana per un estatunidenc.
El desembre de 1909, després de revisar els limitats registres de Cook, una comissió de la Universitat de Copenhaguen va dictaminar que no podia demostrar-se que hagués arribat al Pol. El 1911, Cook va publicar una memòria de la seva expedició, mantenint la seva afirmació. Peary fou considerat el primer home a arribar al pol durant gran part del segle xx, però avui en dia aquesta expedició també es troba sota sospita.
Cook participà en diverses expedicions àrtiques durant els anys 1890 juntament amb altres exploradors destacats com Robert E. Peary i Roald Amundsen. En una expedició l'any 1906 assegurà haver escalat el Mont McKinley per primer cop. La seva expedició al cim del Denali també s'ha desacreditat.

## Biografia
El lloc de naixement de Cook molts cops es deia que era a Callicoon (Nova York), però va néixer a Hortonville, al comtat de Sullivan. Els seus pares eren immigrants alemanys recents que van anglicitzar el seu nom mitjançant l'adopció d'una versió fonètica del seu cognom. Va assistir a escoles locals abans de la universitat. Es va graduar a la Columbia University i va fer estudis de medicina a la School of Medical University de Nova York, va rebre el seu doctorat el 1890.
Cook es va casar amb Libby Forbes el 1889 que va morir dos anys després. El 1902, en el seu 37 aniversari, es va casar amb Marie Fidele Hunt. Van Tenir dues filles junts. Després de més de dues dècades de matrimoni, es van divorciar el 1923.

### Expedicions primerenques
Cook va ser el cirurgià a l'expedició de l'Àrtida de Robert Peary de 1891-1892 i a la Expedició antàrtica belga de 1897-1899. Va contribuir a salvar la vida dels membres de la seva tripulació quan el seu vaixell— RV Belgica— es va quedar glaçat durant l'hivern, ja que no s'havien preparat per a un esdeveniment d'aquest tipus. Es va convertir en la primera expedició a l'hivern a la regió de l'Antàrtida. Per evitar escorbut, Cook va anar a caçar per mantenir la tripulació subministrada amb carn fresca.
El 1897, Cook va visitar dues vegades la Terra del Foc, on va conèixer a un missioner anglicà Thomas Bridges. Van estudiar els pobles dels Selknam i Yahgan, amb els quals Bridges havia treballat durant dues dècades. Durant aquest temps, havia preparat un manuscrit sobre la gramàtica de la llengua i un diccionari de més de 30.000 paraules. Cook va agafar en préstec el manuscrit com a referència, però no va aconseguir retornar-lo abans de la mort de Bridges el 1898. Diversos anys després va intentar publicar el diccionari com a propi.

### Cim del Denali

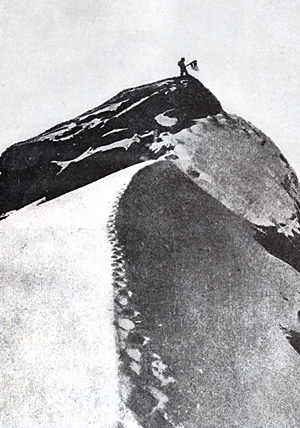
Foto amb la que Cook afirmava haver fet el cim del Denali, actualment coneguda com Fake Peak.

El 1903, Cook va dirigir una expedició al Denali, durant la qual va circumnavegar la gamma. Va realitzar un segon viatge el 1906, després del qual va afirmar haver aconseguit ser el primer a arribar al cim junt amb un altre membre de la tripulació d'expedició. Altres membres, entre els quals Belmore Browne, que Cook havia deixat a la muntanya baixa, van manifestar el seu dubte immediatament però en privat. Les afirmacions de Cook no es van rebutjar públicament fins al 1909 quan va esclatar la disputa amb Peary sobre el reclam del pol nord, amb els partidaris de Peary que van afirmar que l'ascens al Denali fet per part de Cook també era fraudulent.
A diferència de Hudson Stuck el 1913, Cook no havia fet fotografies de dalt del McKinley. Es va trobar que la seva presumpta foto del cim es va fer a un petit aflorament en una carena al costat de la glacera Ruth, a 19 milles (31 km) de distància.
A finals de 1909, Ed Barrill, únic company de Cook durant la pujada del 1906, va signar una declaració jurada afirmant que no havien arribat al cim. A finals del segle xx, els historiadors van trobar que li havien pagat els partidaris de Peary per negar la demanda de Cook. (Henderson escriu que aquest fet va ser cobert en aquell moment, però Bryce diu que mai va ser un secret.) Fins un mes abans, Barrill havia afirmat constantment que ell i Cook havien arribat a la cima. La seva declaració de 1909 incloïa un mapa on es localitzava correctament el que es va anomenar Fake Peak, que figurava a la foto del cim de Cook, i que mostrava que ell i Cook havien arribat al cim.
L'escalador Bradford Washburn ha reunit dades, ha repetit les pujades i ha fet noves fotos per avaluar la demanda de Cook de 1906. Entre 1956 i 1995, Washburn i Brian Okonek van identificar les ubicacions de la majoria de les fotografies que Cook va fer durant la seva expedició a Denali de 1906 i va prendre noves fotos als mateixos punts. El 1997, Bryce va identificar les ubicacions de les fotografies restants, inclosa la fotografia de "cim" de Cook; no es va portar cap a cap lloc prop del cim. Washburn va demostrar que cap de les 1906 fotos de Cook es va treure al costat del "Gateway" (extrem nord del Gran Congost), a 12 quilòmetres de Denali i 3 milles (4.8 km) per sota de la seva part superior.
Una expedició del Mazama Club el 1910 va informar que el mapa de Cook se separa bruscament del paisatge en un moment en què el cim estava encara a distància 10 milles (16 km). Els crítics de les afirmacions de Cook han comparat el mapa de Cook de la seva suposada ruta del 1906 amb el paisatge de l'últim 10 milles (16 km). Les descripcions de Cook de la carena del cim es diuen que no tenen cap semblança amb la muntanya i que molts escaladors posteriors han pogut comprovar. A la dècada de 1970, l'escalador Hans Waale va trobar una ruta que s'adaptava a totes les descripcions de Cook. Tres dècades després, el 2005 i el 2006, aquesta ruta va ser pujada amb èxit per un grup d'alpinistes russos.
No s'ha trobat cap evidència del pretès viatge de Cook entre la "Gateway" i la cima del Denali. La seva afirmació d'haver arribat a la cima no és sostinguda pels punts de vista de les seves fotos, els seus retoladors de dos mapes de croquis i les numeracions puntuals dels punts aconseguits. De la mateixa manera, ni els seus rodaments de brúixola, lectures de baròmetre, mapa de ruta ni tampoc escombraries de campament avalen la seva reivindicació d'haver arribat al cim. Tanmateix, s'han trobat mostres de totes aquestes evidències fora de la passarel·la.

### Pol Nord

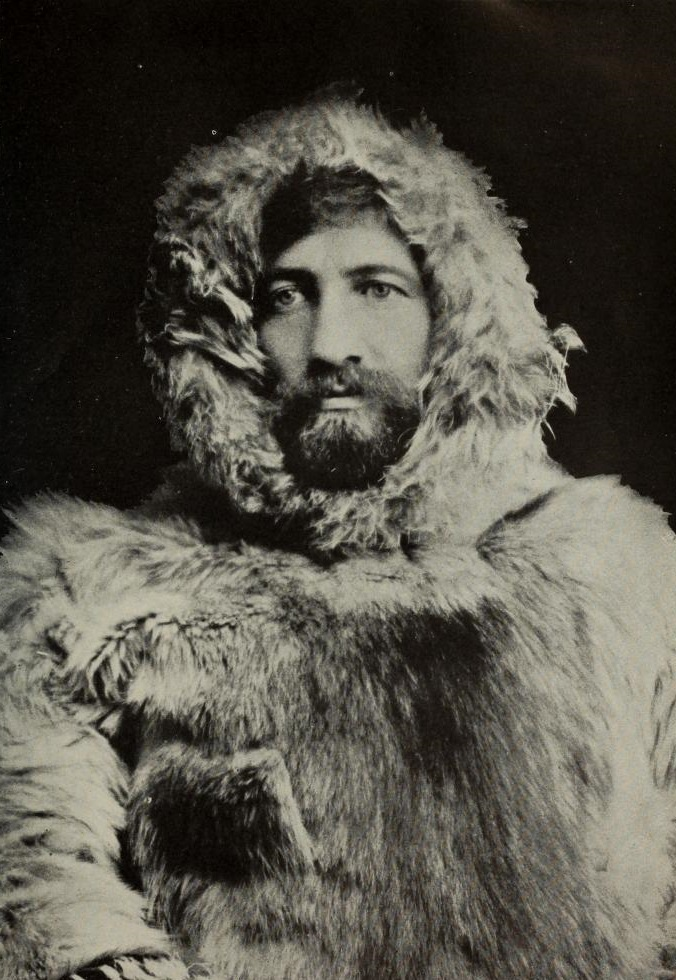
Frederick Cook en una de les seves expedicions

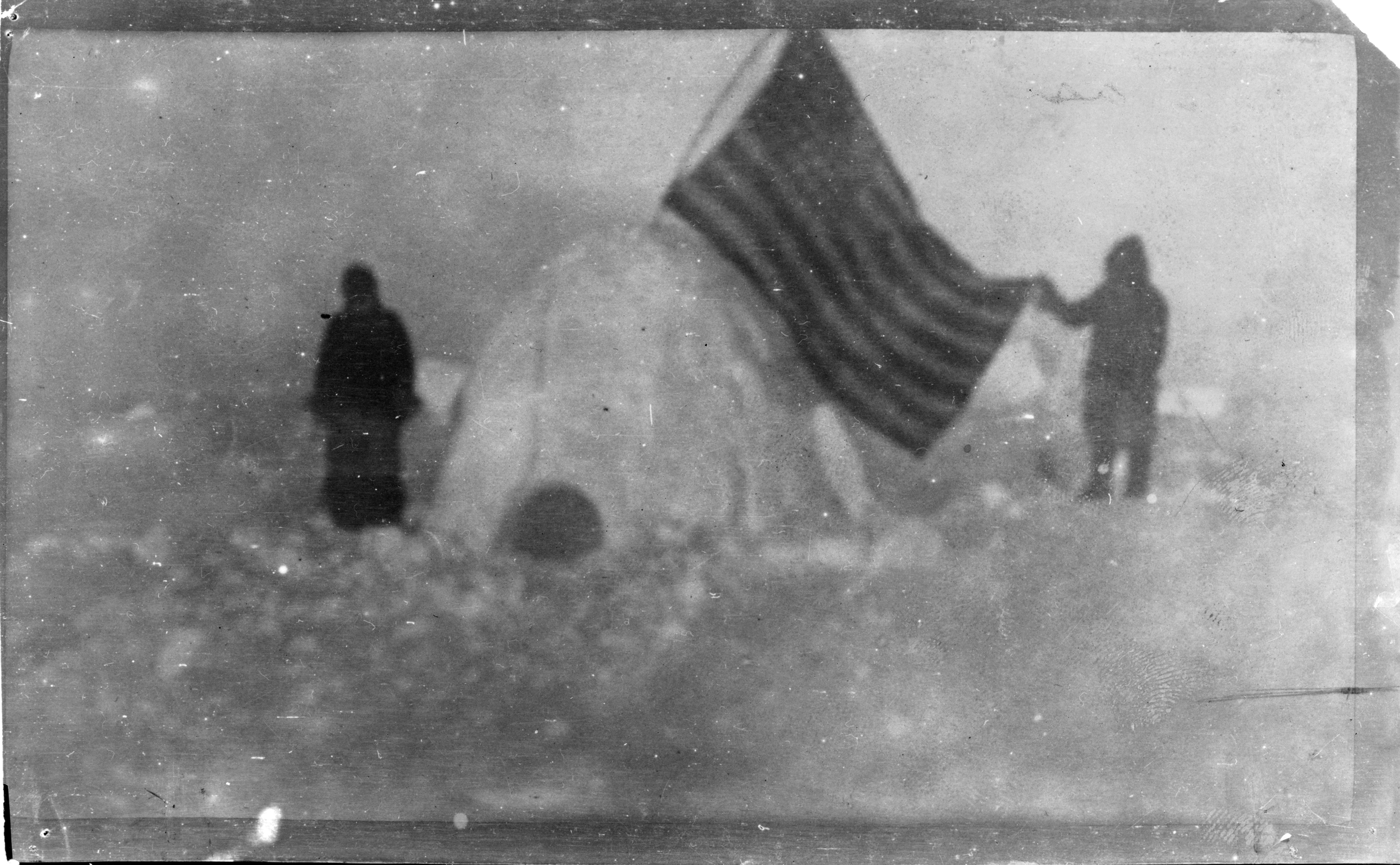
Foto presumptament feta prop del Pol Nord

Després de l'expedició al Mont Denali, Cook va tornar a l'Àrtida el 1907. Va planejar intentar arribar al pol nord, tot i que no va anunciar la seva intenció fins a l'agost de 1907, quan ja estava a l'Àrtida. Va deixar Annoatok, un petit assentament al nord de Groenlàndia, el febrer de 1908. Cook va afirmar que va arribar al pol el 21 d'abril de 1908, després de viatjar al nord des de l'illa Axel Heiberg, portant amb ell només dos homes inuits, Ahpellah i Etukishook. En el viatge cap al sud, va afirmar haver trobat tallat per l'aigua el camí de la seva ruta a Annoatok, veient-se obligats a anar cap al sud cap a Jones Sound, passant part de l'hivern a l'illa de Devon. Des d'allí van viatjar cap al nord i, finalment, van creuar el Estret de Nares fins a Annoatok pel costat de Groenlàndia a la primavera de 1909. Van dir que gairebé van morir de fam durant el viatge.
Cook i els seus dos companys havien desaparegut d'Annoatok durant 14 mesos, i el seu allotjament en aquest període és un tema d'intensa controvèrsia. Segons l'historiador canadenc Pierre Berton (Berton, 2001), probablement la història de Cook sobre la seva caminada al voltant de les illes àrtiques és probablement legítima. Altres escriptors han confiat en relats posteriors que els companys de Cook van donar als investigadors, que semblaven presentar una altra visió.
Hi ha similituds entre la ruta esbossada d'Ahpellah i Etukishook del seu viatge al sud, i la ruta que van fer els exploradors ficticis nàufrags de la novel·la de Jules Verne 'Les aventures del capità Hatteras'. Per exemple, la ruta que els dos inuit van localitzar en un mapa supera el pol del fred i el lloc d'hivernatge de l'expedició de ficció. Ambdues expedicions es van dirigir a la mateixa zona de Jones Sound amb l'esperança de trobar un vaixell balener per portar-les a la civilització.
Al principi, la afirmació de Cook es va creure àmpliament, però la va disputar l'explorador polar rival de Cook Robert Peary, que va afirmar haver arribat al pol nord l'abril de 1909. Cook va felicitar inicialment a Peary per la seva consecució, però Peary i els seus partidaris van llançar una campanya per desacreditar Cook.
Cook mai va produir registres de navegació detallats per demostrar la seva afirmació d'haver arribat al pol nord. Va dir que els seus registres detallats eren part de les seves pertinences, contingudes en tres caixes, que va deixar a Annoatok l'abril de 1909. Els havia deixat a Harry Whitney, un caçador nord-americà que havia viatjat a Groenlàndia amb Peary l'anterior any per la manca de mà d'obra per a un segon viatge en trineu 700 milles (1,100 km) al sud fins a Upernavik. Quan Whitney va intentar portar les caixes de Cook amb ell al seu retorn als Estats Units al vaixell de Roaryvelt de Peary el 1909, Peary es va negar a permetre portar-los a bord. Com a resultat, Whitney va deixar les caixes de Cook en un cau de Groenlàndia. Mai no es van trobar.
El 21 de desembre de 1909, una comissió de la Universitat de Copenhaguen, després d'haver examinat proves presentades per Cook, va dictaminar que els seus registres no contenien proves que l'explorador arribés al pol. Peary, per la seva part, es va negar a presentar els seus expedients per a la seva revisió per part d'un tercer així, i durant dècades la National Geographic Society, que va guardar els seus papers, va rebutjar als investigadors accedir-hi.
Cook va afirmar intermitentment que havia conservat còpies de les seves dades de navegació amb sextant, i que el 1911 va publicar-ne algunes. Aquests tenen un diàmetre solar incorrecte. Ahwelah i Etukishook, companys inuit de Cook, van donar detalls aparentment conflictius sobre on havien anat amb ell. Els conflictes principals s'han resolt a la llum d'un millor coneixement geogràfic. Whitney estava convençut que havien arribat al pol nord amb Cook, però es va mostrar reticent a la seva controvèrsia.
La gent de l'expedició de Peary (principalment Matthew Henson, que tenia coneixement de Inuit, i George Borup, que no en tenia) van afirmar que Ahwelah i Etukishook els va dir que havien viatjat només uns dies des de terra. Ahwelaw i Etukishook van dibuixar un mapa que situava correctament i que descrivia amb precisió aleshores desconeguda Illa Meighen, cosa que suggereix fermament que el van visitar tal com van afirmar. L'illa Meighen, un autèntic descobriment de Cook, és l'única illa descoberta per una expedició dels Estats Units a l'Àrtida nord-americana. Per a més detalls, vegeu Bryce (1997) i Henderson (2005).
Les conflictives reivindicacions de Cook i Peary van impulsar a Roald Amundsen a extremar les precaucions en la navegació durant la seva expedició al Polo Sud, de manera que no hi hauria dubtes sobre l'assoliment del pol si es reeixía. Amundsen també tenia l'avantatge de viatjar per un continent. Va deixar proves inconfusibles de la seva presència al pol sud, mentre que qualsevol gel sobre el qual Cook podria haver acampat o no, hauria derivat molts quilòmetres durant l'any entre les reclamacions competidores.
Al final de la seva memòria de 1911, Cook va escriure: "He exposat el meu cas, presentat les meves proves. Pel que fa al mèrit relatiu de la meva reivindicació i al senyor Peary, col·loqueu els dos registres al costat. Compareu-los. Estaré satisfet amb la vostra decisió ".

## Reputació
La reputació de Cook no es va recuperar mai dels atacs a la seva reclamació. Si bé la reivindicació del pol nord de Peary va ser àmpliament acceptada durant la major part del segle xx, des de llavors ha estat desacreditada per diversos crítics, inclosa la National Geographic Society, que el va recolzar durant molt de temps. Cook va passar els anys defensant la seva reivindicació i amenaçant de demandar escriptors que van dir que havia falsificat el viatge.
Investigant la complicada història de les afirmacions en conflicte, l'escriptor Robert Bryce va començar a valorar com eren en contrast les personalitats i els objectius dels homes i els va valorar en funció del període de l'Edat daurada.  Creu que Cook, com a metge i etnògraf, es preocupava per la gent de la seva expedició i admirava els inuit. Bryce escriu que Cook "realment estimava i tenia ganes de la veritable essència de l'exploració: mapejava noves rutes i línies de costa, aprenent i adaptant-se a les tècniques de supervivència dels esquimals, avançant els seus propis coneixements –i el del món– per compte propi". Però, no va trobar partidaris que ajudessin a finançar les expedicions sense un objectiu més cridaner. Hi va haver una pressió enorme sobre cada home perquè fos el primer a assolir el pol, per tal de guanyar suport financer per a expedicions continuades.

### Prova del frau
El 1919, Cook va començar a promoure empreses petrolieres a Fort Worth, Texas, L'abril del 1923, Cook i altres 24 promotors del petroli de Fort Worth van ser acusats en una represa federal en promocions fraudulentes de les companyies petrolieres. Tres dels empleats de Cook es van declarar culpables, però Cook va insistir en la seva innocència i va anar a judici. També es va acusar el redactor publicitari seu, S. E. J. Cox, que abans havia estat condemnat per frau de correu en relació amb les seves pròpies promocions de la companyia petroliera.
Entre altres pràctiques enganyoses, Cook es va encarregar de pagar dividends de vendes d'accions, més que de beneficis. El procurador de Cook va ser l'ex-polític Joseph Weldon Bailey, que va enfrontar-se amb freqüència al jutge. El jurat va declarar Cook culpable per 14 faltes de frau. El novembre de 1923, el jutge Killits va condemnar Cook i altres 13 promotors de la companyia petroliera a penes de presó. Cook va ser condemnat a la pena més alta, 14 anys i 9 mesos. El seu advocat va recórrer el veredicte, però la condemna va ser ratificada.

## Vida posterior
Cook va ser empresonat fins al 1930. Roald Amundsen, que creia que devia la seva vida a l'experiència de Cook amb l'expedició de la nau Belgica , el va visitar diverses vegades. Cook fou indultat pel president Franklin D. Roosevelt el 1940, deu anys després del seu empresonament i poc abans de morir una hemorràgia cerebral el 5 d'agost. Va ser enterrat a la capella del Forest Lawn Cemetery (Buffalo).